# Bob Roberts
Pour plus de détails, voir Fiche technique et Distribution.
Bob Roberts est un film américano-britannique réalisé par Tim Robbins, sorti en 1992.

## Synopsis
Bob Roberts est un chanteur folk qui se présente comme sénateur. Son seul opposant est un journaliste indépendant.

## Fiche technique
- Titre : Bob Roberts
- Réalisation : Tim Robbins
- Scénario : Tim Robbins
- Musique : David Robbins
- Photographie : Jean Lépine
- Montage : Lisa Zeno Churgin
- Production : Forrest Murray
- Sociétés de production : Paramount Pictures, Miramax Films, Live Entertainment, PolyGram Filmed Entertainment, Barry Levinson/Mark Johnson Productions & Working Title Films
- Société de distribution : Paramount Pictures
- Pays de production :  États-Unis,  Royaume-Uni
- Langue : Anglais
- Format : Couleur - Dolby - 35 mm - 1.85:1
- Genre : Comédie dramatique
- Durée : 102 min
- Dates de sortie : 
  - États-Unis et Canada : 4 septembre 1992
  - France : 16 septembre 1992

## Distribution
- Tim Robbins (VF : Julien Sarfati) : Bob Roberts
- Giancarlo Esposito (VF : Michel Mella) : John Raplin
- Alan Rickman (VF : Bernard Tiphaine) : Lukas Hart III
- Ray Wise (VF : Patrick Floersheim) : Chet MacGregor
- Brian Murray (VF : Michel Bardinet) : Terry Manchester
- Gore Vidal (VF : Jacques Thébault) : le sénateur Brickley Paiste
- Rebecca Jenkins (VF : Françoise Cadol) : Dolores Perrigrew
- Harry Lennix (VF : Bertrand Liebert) : Franklin Dockett
- John Ottavino (VF : Thierry Dufour) : Clark Anderson
- Robert Stanton (VF : Pascal Antonini) : Bart Macklerooney
- David Strathairn (VF : Jean-Pierre Dorat) : Mack Laflin
- Kelly Willis : Clarissa Flan
- Merrilee Dale : Polly Roberts
- Tom Atkins (VF : Jean-Claude Robbe) : Dr Caleb Menck
- Jack Black (VF : Emmanuel Karsen) : Roger Davis
- Matthew Faber (VF : Yannick Evely) : Calvin
- Matt McGrath (VF : Tanguy Goasdoué) : Burt
- James Spader (VF : Vincent Violette) : Chuck Marlin
- Pamela Reed (VF : Véronique Alycia) : Carol Cruise
- Helen Hunt : Rose Pondell
- Peter Gallagher (VF : Bernard Lanneau) : Dan Riley
- Lynne Thigpen (VF : Élisabeth Wiener) : Kelly Noble
- Bingo O'Malley (VF : Pierre Baton) : Robert Roberts, Sr.
- Kathleen Chalfant : Constance Roberts
- Anita Gillette (VF : Monique Mélinand) : Mme Davis
- Susan Sarandon (VF : Béatrice Delfe[1]) : Tawna Titan
- Fred Ward (VF : Hervé Caradec) : Chip Daley
- Bob Balaban (VF : Didier Rousset) : Michael Janes
- Allan Nicholls (VF : Roger Lumont) : le réalisateur de Tranches de vif
- June Stein (VF : Dany Laurent) : Carol, l'assistante de Tranches de vif
- John Cusack : l'invité d'honneur de Tranches de vif
- Fisher Stevens (VF : Bernard Lanneau) : Rock Bork
- Larry John Meyers (VF : Michel Fortin) : le porte-parole de la police
- Shannon Holt (VF : Françoise Armelle) : Rita
- Ned Bellamy (VF : Bernard Alane) : Uzi Kornhauser

## Accueil
Aux box-office américain, le film récolte 4 479 470 dollars. En France, il enregistre 85 145 entrées.

## Distinction
- 1993 : nommé aux Golden Globes

## Commentaire
Le film critique la société américaine capitaliste libérale. Bob Roberts candidat considéré comme un républicain crypto-fasciste. Il accuse les années 1960 d'être la cause du problème américain, de plus il a le soutien des grandes chaines. Son but est d'être riche et il se sert de la musique pour devenir populaire[réf. nécessaire].